# Корнудо індокитайський
Корнудо індокитайський (Batrachostomus affinis) — вид дрімлюгоподібних птахів родини білоногових (Podargidae).

## Поширення
Вид поширений в Індокитаї, Таїланді, Малайзії, на Калімантані та Палавані. Живе у тропічних і субтропічних дощових лісах.

## Опис
Тіло завдовжки до 24 см, хвіст — 10-12 см. Вага 45-50 г.